# Rejectaria albisinuata
Rejectaria albisinuata är en fjärilsart som beskrevs av Smith 1905. Rejectaria albisinuata ingår i släktet Rejectaria och familjen nattflyn. Inga underarter finns listade.